# Очеревина
Очере́вина (лат. peritoneum) — серозна оболонка, що вистеляє стінки черевної порожнини й огортає органи, що розміщені в ній. У чоловіків порожнина очеревини замкнута, у жінок вона сполучається з навколишнім середовищем через маткові труби, матку, вагіну.

## Анатомія
В очеревині виділяють два шари та простір між ними:
- Зовнішній шар — парієтальний, прилежить до черевної стінки;
- Внутрішній шар — вісцеральний, вистилає внутрішні органи, таким чином ці органи класифікуються як інтраперитонеальні;
- Очеревинний простір — формується між двома вищевказаними шарами та заповнений невеликим об'ємом серозної рідини (близько 50 мл).
- Термін мезоперитонеум вживається для описання подвійного шару вісцеральної очеревини, де проходять кровоносні судини, нерви.
- Заочеревинний простір.

## Покриття очеревиною внутрішніх органів
Розрізняють 3 типи покриття очеревиною внутрішніх органів:
1. Інтраперитонеально — з усіх сторін.
Наприклад: шлунок, порожня кишка, клубова кишка, сліпа кишка, поперечна ободова кишка.
2. Мезоперитонеально — з трьох сторін.
Наприклад: висхідна ободова кишка, низхідна ободова кишка, жовчний міхур.
3. Екстраперитонеально — з однієї сторони.
Наприклад: дванадцятипала кишка, підшлункова залоза, нирки.

## Похідні очеревини

### Складки очеревини
На передній черевній стінці між пупком і лобковим симфізом очеревина утворює 5 складок:
1. Plica umbilicalis mediana — серединна пупкова складка, непарна, у ній розташовується облітерований сечовий хід (urachus), який функціонує в ембріона.
2. Plica umbilicalis medialis — медіальна пупкова складка, парна, у ній розташовується ligamentum umbilicale mediate — медіальна пупкова зв'язка — це облітерована пупкова артерія, по якій у плода венозна кров відтікає до плаценти.
3. Plica umbilicalis lateralis — латеральна пупкова складка, парна, у ній розташовується arteria epigastrica inferior — нижня надчеревна артерія, vena epigastrica inferior — нижня надчеревна вена.

Між складками очеревини розташовуються ямки:
1. Fossa supravesicalis — надміхурова ямка, парна, розташовується між серединною і медіальною пупковими складками.
2. Fossa inguinalis medialis — медіальна пупкова ямка, парна, розташовується між медіальною і латеральною пупковими складками. Це слабке місце задньої стінки пахвинного каналу (canalis inguinalis).
3. Fossa inguinalis lateralis — латеральна пупкова ямка, парна, розташовується латеральніше бічної пупкової складки. Це глибоке кільце пахвинного каналу (annulus inguinalis profundus).

### Зв'язки очеревини
Зв'язки (ligamenta) утворюються при переході очеревини органа на орган. Наприклад: зв'язки шлунка, зв'язки печінки.

### Брижі
Брижа — це дуплікатура (2 листки) очеревини, за допомогою яких органи фіксуються до задньої черевної стінки. Між двома листками очеревини проходять судини нерви, які живлять орган. Брижі мають органи, які покриті очеревиною інтраперитонеально. Коренем брижі називають місце прикріплення її до задньої черевної стінки.
1. Mesenterium — брижа тонкої кишки. Radix mesenterii — корінь брижі тонкої кишки, розташований косо зверху-вниз, зліва-направо, він починається від flexura duodenojejunalis на рівні II-го поперекового хребця, перетинає спереду черевну аорту, нижню порожнисту вену, правий сечовід, закінчується ділянці angulus ileocaecalis на рівні articulatio sacroiliaca.
2. Mesoappendix — брижа червоподібного відростка.
3. Mesocolon transversum — брижа поперечної ободової кишки. Radix mesocolon transversi — корінь брижі поперечної ободової кишки, розташований поперечно справа-наліво, перетинає спереду низхідну частину 12-палої кишки та голівку підшлункової залози, потім піднімається трохи вгору вздовж тіла хвоста підшлункової залози.
4. Mesocolon sigmoideum — брижа сигмоподібної кишки.
5. Mesorectum — брижа прямої кишки, брижу має верхня частина прямої кишки, яка покрита очеревиною інтраперитонеально.

### Чепці
1. Omentum minus — малий чепець, складається двох зв'язок, які утворені двома листками очеревини при переході її вісцеральної поверхні печінки на шлунок дванадцятипалу кишку:
  - ligamentum hepatogastricum — печінково-шлункова зв'язка,
  - ligamentum. hepatoduodenale — печінково-дванадцятипала зв'язка. У товщі ligamentum hepatoduodenale справа-наліво проходить DVA:
    - ductus choledochus — загальна жовчна протока
    - vena portae — ворітна вена
    - arteria hepatica propria — власна печінкова артерія
2. Omentum majus — великий чепець — це 4 листка очеревини, між якими розташовується жирова тканина. Великий чепець починається від великої кривизни шлунка, який у вигляді фартуха, розташовується спереду від петель тонкої кишки та поперечної ободової кишки, зростається з поперечною ободовою кишкою та її брижею. Частина великого чепця між великою кривизною шлунка і поперечною ободовою кишкою складається з двох листків очеревини та називається ligamentum gastrocolicum — шлунково-ободова зв'язка.

### Закутки очеревини
1. Recessus duodenalis superior — верхній 12-палий закуток, розташовується в ділянці flexura duodenojejunalis.
2. Recessus duodenalis inferior — нижній 12-палий закуток, розташовується в ділянці flexura duodenojejunalis.
3. Recessus ileocaecalis superior — верхній клубово-сліпокишковий закуток, розташовується в ділянці angulus ileocaecalis.
4. Recessus ileocaecalis inferior — нижній клубово-сліпокишковий закуток, розташовується в ділянці angulus ileocaecalis.
5. Recessus retrocaecalis — засліпокишковий закуток, розташовується позаду сліпої кишки.
6. Recessus intersigmoideus — міжсигмоподібний закуток, розташовується в брижі сигмоподібної кишки зліва.

Ці закутки мають велике клінічне значення, у них може затримуватися інфекція після перенесеного перитоніту. Це може привести до рецидиву хвороби. Закутки можуть служити для утворення кишкових кил.